# Himantopteridae
Himantopteridae  (лат.) — семейство разнокрылых бабочек из надсемейства Zygaenoidea (включающего пестрянок и других мелких бабочек) в составе клады Двупорые (Heteroneura). Юго-восточная Азия и Африка. Мелкие и средние по размеру бабочки (размах крыльев обычно около 30 мм). Задние крылья очень длинные и узкие; передние крылья продолговатые и округлые, красные, жёлтые, чёрные. Включает 11 родов и около 80 видов, в том числе:
- Род Doratopteryx Rogenhofer, 1884 — 13 видов
- Род Himantopterus Wesmael, 1836 — 8 видов
  - Himanopterus Brauer, 1868
- Род Pedoptila Butler, 1885 — 5 видов
- Род Petoptila Bethune-Baker, 1911: 573
- Род Phimara Pagenstecker, 1909: 440
- Род Pseudothymara Rebel, 1906 
  - Pseudothymara staudingeri Rogenhofer, 1888
- Род Semioptila Butler, 1887 — 35 видов
  - Semioptila fulva
- Род Thymara Doubleday, 1843
- Другие